# Piranha 3DD
Piranha 3DD è un film del 2012 diretto da John Gulager, sequel del film Piranha 3D del 2010 di Alexandre Aja.
È interpretato da Ving Rhames, Christopher Lloyd e Paul Scheer, ovvero gli attori del primo film (sceriffo Fallon, Carl Goodman e Andrew Cunnigham) ed include anche nuovi attori tra cui Danielle Panabaker, Katrina Bowden e Richard Wes tu Howren.

## Trama
Dopo un anno dalle vicende del Lago Victoria, i due pescatori Clayton e Mo scoprono delle uova di Nicocentlus Natteteri nel cadavere di una vacca ma, subito dopo la scoperta, le uova si schiudono e i piranha sbranano i due uomini. In seguito Maddy, la comproprietaria di un parco acquatico, scopre che il patrigno Chet vuole usare parte del budget per assumere delle spogliarelliste, dimezzando il numero dei bagnini. Una giovane coppia, Shelby e Josh, va a nuotare senza costume nel lago, ma un piranha entra nella vagina di Shelby, senza che ella se ne accorga. Dall'altra parte del lago, Ashley e Travis, due amici di Shelby e Josh, hanno un rapporto sessuale in un furgone, che però finisce in acqua. Sfortunatamente i due perdono la chiave con cui Ashley aveva ammanettato Travis alla gamba del tavolo e Travis finisce divorato dai piranha, seguito poi dalla donna. I corpi dei due giovani non vengono però trovati e Shelby non sa della morte dei suoi amici, credendoli dispersi. La ragazza, disperata per l'amica, cerca ausilio in Maddy. Le due vanno al molo, dove vengono attaccate dai piranha; nonostante Shelby finisca più volte in acqua entrambe si salvano. Barry le raggiunge e Shelby torna a casa. Barry e Maddy insieme a Kyle, un giovane poliziotto della zona che ci prova con Maddy, vanno a casa di Goodman, che spiega loro l'istinto di caccia sviluppato da questi piranha. I tre si recano poi al parco acquatico per controllare le tubature. In seguito Shelby, in preda alla disperazione, viene presa dalla paura di morire vergine, quindi ha un rapporto sessuale con Josh, ma durante l'amplesso il piranha nella vagina di Shelby morde il pene del ragazzo, che è costretto a tagliarselo con un coltello da cucina. Si scopre che Chet nel suo parco acquatico utilizza l'acqua del lago, ma nessuno crede a Maddy circa la possibilità di un attacco dei piranha. Qui fa il suo cameo David Hasselhoff, guest star del parco, ma subito dopo la sua entrata i piranha attaccano i bagnanti. Durante la confusione generale, Hasselhoff salva un bambino e Maddy si tuffa per salvare i bagnanti. Chet prende i soldi e scappa con un quad, ma non si accorge di un cavo nel mezzo della strada e viene decapitato. Quindi Maddy chiede a Barry di drenare le piscine, ma prima Barry le esprime i sentimenti che prova per lei. Intanto Barry salva un collega a cui è entrato un piranha nell'ano e i due drenano le piscine, ma nell'operazione Maddy viene risucchiata nei tubi. Da quelle parti passa Kyle, che però non riesce a salvare Maddy. Quindi Barry si butta in acqua, ma un piranha sopravvissuto attacca Maddy. Quindi il ragazzo esce dall'acqua, prende un tridente usato per raccogliere la spazzatura e uccide il piranha, salvando Maddy; intanto il collega di Barry versa della benzina nei tubi e poco dopo il salvataggio di Maddy fa esplodere il parco acquatico. Gran parte dei piranha muore, ma il tridente usato da Barry schizza in aria e ricadendo colpisce in faccia Kyle, uccidendolo all'istante. Poco prima dei titoli di coda, Goodman scopre che i piranha si sono evoluti e possono camminare fuori dall'acqua. Il bambino salvato poco prima da Hasselhoff gira un video a un piranha sopravvissuto che sta camminando, ma questo gli salta addosso e lo decapita.

## Promozione
Il primo spot è uscito nell'ottobre 2011 dalla durata di 29 secondi. Il 29 febbraio 2012 viene pubblicato il full trailer.

## Distribuzione
Uscito in Gran Bretagna l'11 maggio 2012 (e in DVD versione americana in settembre), è uscito in Italia a partire dal mese di marzo 2015 e trasmesso sulla tv satellitare SKY sul canale SKY CINEMA 1.
In tutto ha guadagnato sugli 8 milioni di dollari (poco sopra il costo di produzione), con critiche sostanzialmente negative da ogni parte. Curioso il fatto che il 95% di coloro che hanno visto il film vivano fuori dagli Stati Uniti.

## Critica
Il film ha ricevuto durante l'edizione dei Razzie Awards 2012 due nomination come Peggior attore non protagonista per David Hasselhoff e per Peggior prequel, remake, rip-off o sequel.